# Falvy
Falvy település Franciaországban, Somme megyében. Lakosainak száma 162 fő (2022. január 1.). Falvy Y, Croix-Moligneaux, Ennemain, Épénancourt, Pargny és Villecourt községekkel határos.

## Népesség
A település népességének változása:
| Lakosok száma | 138  | 146  | 162  | 150  | 153  | 156  | 159  | 160  | 162  |
|               | 2013 | 2015 | 2016 | 2017 | 2018 | 2019 | 2020 | 2021 | 2022 |